# Cymothoe aubergeri
Cymothoe aubergeri är en fjärilsart som beskrevs av Jacques Plantrou 1977. Cymothoe aubergeri ingår i släktet Cymothoe och familjen praktfjärilar. Inga underarter finns listade i Catalogue of Life.